# Sarinda

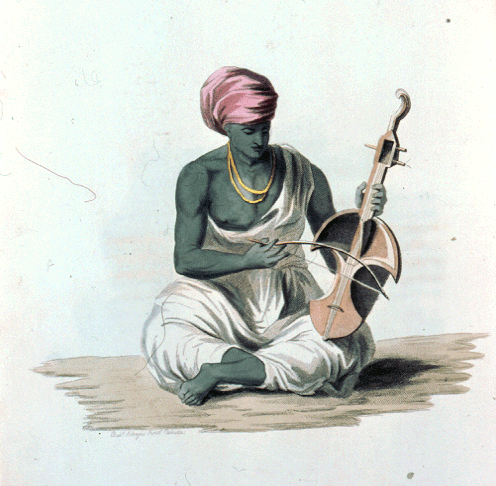
Hráč na sarindu.

Sarinda je indický historický smyčcový hudební nástroj. Obsahuje v rozmezí od deseti do třiceti strun a standardně se na ní hraje při sezení na zemi ve svislé poloze. Je významným nástrojem v Západním Bengálsku, Biháru či Uríse. Nástrojem podobného typu je například sarangi.